# Bieńki-Skrzekoty
Bieńki-Skrzekoty – część wsi Bieńki-Karkuty w Polsce położona w województwie mazowieckim, w powiecie ciechanowskim, w gminie Sońsk.
W latach 1975–1998 miejscowość administracyjnie należała do województwa ciechanowskiego.
Bieńki-Skrzekoty to miejscowość oddalona o 8 km od Ciechanowa w większości zamieszkiwana przez rolników, licząca sobie ok. 3 km². Wioska sąsiadowała z Bieńkami-Karkutami, Damiętami i Gołotczyzną. Bieńki-Skrzekoty słynęły z dużej ilości stawów, bagien i innych zbiorników wodnych, w których mieszkało mnóstwo żab. Wieczorami można było usłyszeć ich głośny rechot. Stąd też nazwa miejscowości. Wioska już nie istnieje - z powodów administracyjnych została włączona do wsi Bieńki-Karkuty.